# Берлин, Леонид Борисович
Леонид (Лев) Борисович Берлин (14 мая 1901, Почеп, Черниговская губерния — не ранее февраля 1946) — советский офицер, штабной работник.

## Биография
В РККА — с апреля 1918 года. Участник Гражданской войны и подавления Кронштадтского восстания.
С 04.1918 красноармеец отряда Луганского Совета, Мелитопольского полка, Киевского военного госпиталя.
С 09.1919 инструктор военного обучения Почепской совпартшколы.
С 04.1920 — курсант 3-й западной пехотной школы.
С 02.1921 — младший командир 2-го полка отдельной сводной бригады.
С 04.1921 в Ленинградском военном госпитале.
С 08.1921 — курсант 1-й объединённой военной школы ВЦИК.
С 10.1922 — командир взвода, с 02.1924 — командир роты 75-го стрелкового полка.
С 04.1924 командир роты 74-го стрелкового полка.
С 01.1929 слушатель курсов «Выстрел».
С 04.1929 командир роты 74-го стрелкового полка, с 01.1931 помощник командира батальона 75-го полка.
С 04.1931 — командир батальона 41-й стрелковой дивизии.
С 05.1932 слушатель ЛБТКУКС. С 10.1932 — руководитель моторизации 2-го Киевского артучилища.
С 02.1933 — помощник командира батальона, с 03.1934 — командир батальона 135-й стрелково-пулемётной бригады.
С 02.1937 — начальник 5-го отдела и временно исполняющий обязанности начальника штаба 45-го механизированного корпуса. Начальник штаба 59-й легкотанковой бригады (09-10.1939). Начальник штаба 44-й автотранспортной бригады (10.1939 — 08.1940).
С 8.08.1940 — начальник штаба 135-й стрелковой дивизии. Начальник штаба 20-й танковой дивизии (11.1940-03.1941). Начальник штаба 16-го механизированного корпуса (до середины июля 1941).
Попал в плен в августе 1941. Освобождён в апреле 1945. До 02.1946 проходил проверку. Затем в резерве управления кадров бронетанковых и моторизированных войск.